# Marinus van der Goes van Naters
Marinus van der Goes van Naters (Nijmegen, 21 december 1900 - Wassenaar, 12 februari 2005) was een Nederlandse advocaat, natuurbeschermer en politicus. Hij was prominent lid van de PvdA en actief in de Nederlandse en de Europese politiek.

## Achtergrond

### Opleiding en vroege carrière
Van der Goes van Naters was een telg uit de adellijke familie Van der Goes uit Nijmegen, met een protestants-liberale achtergrond. Na zijn opleiding aan het Nijmeegs gymnasium studeerde hij tussen 1919 en 1923 rechtsgeleerdheid aan de Universiteit Leiden. Na zijn afstuderen vestigde hij zich als advocaat in Nijmegen. Na zijn promotie in 1930 in de rechtsgeleerdheid vestigde hij zich in Heerlen.
In 1919 ging Van der Goes van Naters voor het eerst naar een bijeenkomst van de Sociaal-Democratische Arbeiderspartij (SDAP). Een jaar later werd hij lid van de partij. Hij zette zich actief in voor de partij en trad in 1935 toe tot het landelijk partijbestuur. Op 8 juni 1937 volgde zijn verkiezing tot lid van de Tweede Kamer.

### In de oorlog
Van der Goes bracht het grootste gedeelte van de Tweede Wereldoorlog door in gijzeling, samen met de rest van de Nederlandse politieke top die niet uitgeweken was naar Engeland. Hij zat achtereenvolgens gevangen in  het concentratiekamp Buchenwald, de interneringskampen Haaren en Sint-Michielsgestel. Dit kamp werd in september 1944 door de geallieerden bevrijd.

## Politieke carrière
Direct na de bevrijding keerde Van der Goes terug in de vaderlandse politiek. In 1945 werd hij de eerste naoorlogse fractievoorzitter van de SDAP en behield die positie ook in 1946, toen de partij opging in de PvdA. Tussen 1946 en 1948 was hij lid van de Staatscommissie-Couvée.
Van der Goes richtte zich op de wederopbouw van Nederland en de herstelbetalingen vanuit Duitsland. Hij was voorstander van het grootschalig annexeren van Duits grondgebied als compensatie voor door Nederland geleden schade. Tegelijkertijd echter behoorde hij, vanuit zijn socialistische achtergrond, tot de groep die internationale samenwerking en pan-Europeanisme aanhing als permanente remedie tegen oorlog en vehikel voor langdurige vrede.
In 1951 kwam Van der Goes in conflict met minister-president Willem Drees, vanwege de problemen rond Nieuw-Guinea. Van der Goes wilde hierover met de Republiek Indonesia onderhandelen. Hij verloor de machtsstrijd en moest aftreden als fractievoorzitter. Wel bleef hij lid van de Tweede Kamer na de verkiezingen van 1952 en vanaf dat jaar combineerde hij zijn parlementaire werkzaamheden met het lidmaatschap van de 'Gemeenschappelijke Vergadering' van de Europese Gemeenschap voor Kolen en Staal. In 1958 werd hij door de Staten-Generaal aangewezen als lid van het eerste Europese Parlement.
Van der Goes bleef deze taken vervullen tot 1967, toen hij zowel het Nederlandse als het Europese parlement verliet. In de tussenliggende jaren had hij zich ingezet voor de wederopbouw, de Europese integratie en de ontwikkelingssamenwerking met armere landen.
Hij was een van de eerste politici in Nederland die zich druk maakte om behoud van het milieu. Gedurende een reeks van jaren was hij voorzitter van de Contact-Commissie voor Natuur- en Landschapsbescherming, de voorloper van de Stichting Natuur en Milieu.

## Na zijn politieke loopbaan
Hoewel hij officieel met pensioen was, bleef Van der Goes politiek geïnteresseerd en actief. Tussen 1970 en 1973 was hij gasthoogleraar aan de Universiteit van Rwanda. Daarna schreef hij zijn autobiografie Met en tegen de tijd: Een tocht door de twintigste eeuw, die in 1980 uitkwam.
Tegelijkertijd bleef hij als betrokken lid actief in de PvdA. Vanuit zijn woning in Wassenaar verkondigde hij dikwijls zijn mening over de politiek van alledag in het partijblad van de PvdA. Meer dan eens veroorzaakten zijn stukken opschudding in de gelederen van de partij, zeker wanneer de 'rode jonker' of 'het orakel van Wassenaar' zich minder positief uitliet over populaire politici zoals Wim Kok.
Van der Goes van Naters werd in 1951 onderscheiden en benoemd tot Ridder in de Orde van de Nederlandse Leeuw. In 1967 werd hij, als dank voor zijn inzet voor het land in de politiek, bevorderd tot Commandeur in de Orde van Oranje-Nassau. 
Marinus van der Goes van Naters stierf begin 2005 op 104-jarige leeftijd. Hij is begraven op Begraafplaats Rustoord, aan de Postweg te Nijmegen.

## Publicaties (selectie)
- Het staatsbeeld der sociaal-democratie (proefschrift, 1930)
- De leiding van den staat (1945)
- Met en tegen de tijd, herinneringen (autobiografie, 1980)